# Militari
El barri de Militari és un dels barris del Sector 6 de Bucarest (Romania). El barri fou construït a inicis dels anys 60 pels soviètics que varen demolir completament el llogarret del mateix nom. L'estructura urbanística del barri és molt compacte, ja que es va utilitzar per a la seva edificació un esquema basat en una geometria paral·lela entre els tres bulevards principals que comuniquem el barri amb la resta de la capital. Militari està entre els barris Drumul Taberei i Crângaşi, a la part oest de la ciutat. El barri està molt ben connectat amb la resta de la ciutat pel metro, autobusos i tramvies. Arran de l'any 1989 el barri s'ha desenvolupat ràpidament, transformant-se en una de les zones més pròsperes de Bucarest, en part afavorit per l'obertura de dos grans hipermercats (Cora i Carrefour), una gran centre comercial ("Piata România"), un nou teatre ("Masca") i un complex de cinemes ("Múltiplex de Bucarest"). A Militar viuen aproximadament uns 350.000 habitants.